# Hautekiet (radioprogramma)
Hautekiet was een Vlaams radioprogramma op Radio 1 dat uitgezonden werd van 2012 tot 2018. In het programma bracht presentator Jan Hautekiet meningen, ervaringen, kennis en expertise van luisteraars bij elkaar. Het was de opvolger van Peeters & Pichal en Jongens & Wetenschap.

## Het programma
Het programma werd tussen september 2012 en 2014 elke weekdag van 9 tot 11 uur uitgezonden. Sinds 2014 duurde de uitzending ten gevolge van een nieuwe programmering van Radio 1 nog maar één in de plaats van twee uren. Het programma werd sindsdien uitgezonden van 9 tot 10 uur.
Het programma behandelde uiteenlopende onderwerpen. Soms werden er zaken uitgetest zoals de werking van de elektrische fiets, er kwamen ook regelmatig talige onderwerpen aan bod of er werden zaken uitgezocht. In maart 2013 organiseerde het programma 'Hautekiet Maakt School'. Dit was een actieweek rond het onderwijs van de toekomst met als slotmoment een liveshow in Technopolis, Mechelen. 
Het programma peilde ook naar het woon-werkverkeer van de Vlaming. Er werd gevraagd hoelang de reistijd naar het werk is met het openbaar vervoer en met de auto. Uit die enquête bleek dat de auto aanzienlijk sneller is, maar dat die voorsprong bijna voor de helft tenietgedaan wordt door de files.